# Tommy Franks
General Tommy Ray Franks (født 17. juni 1945 i Wynnewood, Oklahoma) er en pensioneret general fra United States Army. Han har tidligere været leder af United States Central Command, hvor han ledede USA's militære operationer i 25 lande, herunder mellemøsten. Franks efterfulgte general Anthony Zinni på denne post 6. juli 2000 indtil han blev afløst af general John Abizaid 7. juli 2003.
Det var Tommy Franks der ledede angrebet mod Afghanistan som reaktion på terrorangrebet 11. september 2001. I 2003 ledede han invasionen af Irak, og blev derefter øverstbefalende for USA's styrker i Irak.